# Yasmin Hassan
Pour les articles homonymes, voir Hassan.
Yasmin Mamdoh Mahmoud Hassan (en arabe : ياسمين ممدوح محمود حسن), née le 7 juillet 1999, est une nageuse égyptienne.

## Carrière
Aux Jeux africains de 2019 à Casablanca, Yasmin Hassan remporte la médaille d'argent du relais 4 x 100 mètres nage libre ; elle est aussi huitième de la finale du 200 mètres nage libre.